# Antal Doráti

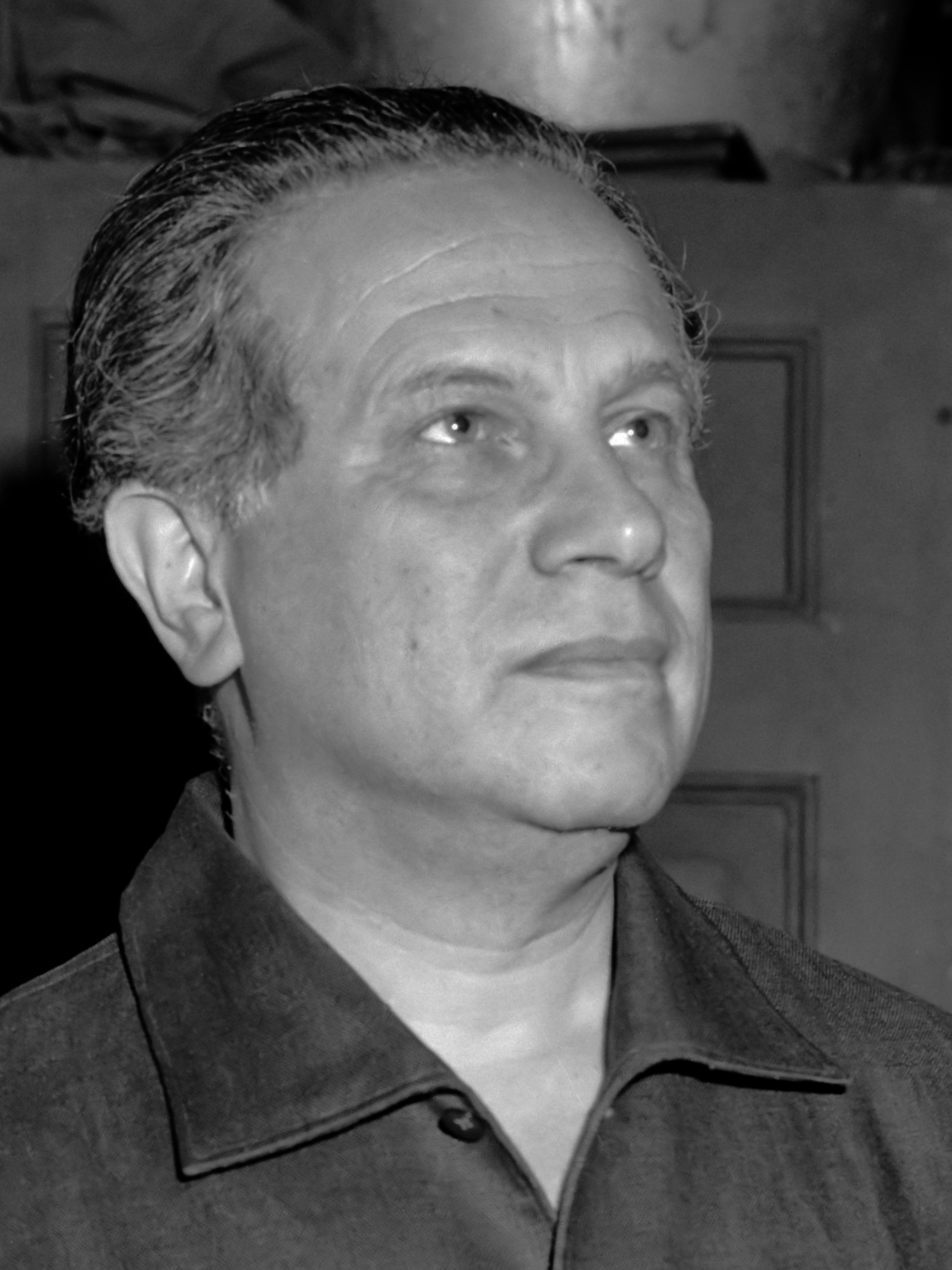
Antal Doráti (1962)

Antal Doráti [ˈɒntɒl ˈdoraːti] (* 9. April 1906 in Budapest, Österreich-Ungarn; † 13. November 1988 in Gerzensee bei Bern, Schweiz) war ein US-amerikanischer Dirigent und Komponist ungarischer Herkunft. Er gilt als einer der bedeutendsten ungarischen Dirigenten des 20. Jahrhunderts. Doráti wirkte als Musikdirektor und Orchesterleiter in Monaco, England, den USA und Schweden. Er brachte zahlreiche Werke zur Uraufführung, widmete sich intensiv der Musik Pjotr Iljitsch Tschaikowskis und legte die weltweit zweite Gesamtaufnahme der Sinfonien Joseph Haydns vor.

## Leben
Antal Doráti stammte aus einer ungarisch-jüdischen Musikerfamilie. Er wurde 1906 als Sohn des Geigers Alexander Doráti (Budapester Philharmonisches Orchester) und dessen Frau Margit, geb. Kunwald, einer Klavierpädagogin, in Budapest geboren. Sein Onkel Cäsar Kunwald war Maler. Mit vierzehn Jahren besuchte er das Budapester Konservatorium. Zu seinen Lehrern gehörten u. a. Arnold Székely (Klavier), Zoltán Kodály (Komposition), Karl Nováček (Cello) und Leó Weiner (Kammermusik). Bei Béla Bartók besuchte er fünf Jahre lang ein Folklore-Seminar. Weiterhin lernte er bei seinem jüngeren Onkel Ernst von Dohnányi. Für zwei Jahre hörte er philosophische Vorlesungen an der Universität Wien.
1924 debütierte er als jüngster Kapellmeister an der Königlichen Oper seiner Heimatstadt Budapest, wo er bis 1928 als Korrepetitor wirkte. 1928 dirigierte er die ungarischen Erstaufführungen von Strawinskys Le chant du rossignol und Oedipus Rex.
Von 1924 bis 1928 assistierte er Fritz Busch an der Staatsoper in Dresden, bevor er 1928 eine Tätigkeit als Erster Kapellmeister an den Städtischen Bühnen in Münster (Westfalen) aufnahm. Während der Zeit des Nationalsozialismus wandte er sich von Deutschland ab. 1933 emigrierte er nach Frankreich. Von 1934 bis 1938 war er zweiter Kapellmeister und von 1938 bis 1941 Musikdirektor am Ballets Russes de Monte Carlo, mit dem er weltweit gastierte.
1939 emigrierte er in die USA und wurde in New York City sesshaft. Zwei Jahre zuvor gab er dort mit dem National Symphony Orchestra sein sinfonisches Debüt. Bis 1945 war er Musikdirektor des American Ballet Theatre. Mit diesem führte er u. a. Blaubart (1941) von Jacques Offenbach und Der Jahrmarkt von Sorotschinzy (1943) von Modest Mussorgsky auf. 1941/42 war er Musikdirektor der New York Opera Company.
Ab 1945 baute er das Dallas Symphony Orchestra wieder auf. 1949 wechselte er als Musikdirektor zum Minneapolis Symphony Orchestra, wo er bis 1960 als Nachfolger von Dimitri Mitropoulos tätig war. Von 1963 bis 1967 war er Chefdirigent des BBC Symphony Orchestra in London (das auch Stücke von ihm aufführte) und von 1966 bis 1970 des Kungliga Filharmoniska Orkestern in Stockholm (mit dem er auch eigene Werke aufnahm). Von 1970 bis 1977 leitete er das National Symphony Orchestra in Washington, D.C., das er vor der Zahlungsunfähigkeit bewahrte. Von 1975 bis 1978 war er Chefdirigent des Royal Philharmonic Orchestra in London (Nachfolge von Rudolf Kempe) und von 1977 bis 1981 des Detroit Symphony Orchestra. Zwischen 1984 und 1987 dirigierte er mehrmals das Basler Sinfonie-Orchester.
Er gab Meisterklassen am Royal College of Music in London und an der Budapester Musikakademie. 1964 war er Juror bei der Dimitri Mitropoulos International Music Competition in New York.
Doráti setzte sich für die modernen Komponisten Igor Strawinsky und Olivier Messiaen ein; Luigi Dallapiccola verhalf er zum Durchbruch. Er brachte die Musik, darunter zahlreicher amerikanischer Komponisten, u. a. von Gunther Schuller, Paul Hindemith, Walter Piston, William Schuman, Sándor Veress, Charles Ives, Roman Vlad, Heimo Erbse, Roger Sessions, Roberto Gerhard, Serge Nigg, Allan Pettersson und Richard Rodney Bennett zur Uraufführung. 1949 realisierte er mit dem Minneapolis Symphony Orchestra und dem Bratschisten William Primrose Bartóks Violakonzert, das von Tibor Serly fertiggestellt wurde.
Er arrangierte Johann Strauss’ Ballett Graduation Ball (1940) in der Choreographie von David Lichine und war ab den 1950er Jahren vermehrt als Komponist tätig (Orchesterwerke, Chor- und Kammermusik), wobei er sich an Bartók und Kodály anlehnte. Inspiriert wurde er zum Teil durch den Oboisten Heinz Holliger. Seine Werke wurden u. a. bei Müller & Schade, bei der Editio Musica Budapest, bei der Edizioni Suvini Zerboni und bei Boosey & Hawkes verlegt.
In zweiter Ehe war er mit der österreichischen Pianistin Ilse von Alpenheim (* 1927) verheiratet. 1947 erhielt er die amerikanische Staatsbürgerschaft. Im Jahr 1979 erschien seine Autobiographie Notes of Seven Decades. Zuletzt hatte er seinen Wohnsitz in der Schweiz.

## Diskographische Hinweise
Doráti nahm ab 1936 mehr als 600 Tonträger auf, wobei er intensiv mit Mercury Records zusammenarbeitete. Rob Cowan (Gramophone) verglich seine Bedeutung mit der Herbert von Karajans für Deutsche Grammophon und Otto Klemperers für Columbia Records.
Seine erste Aufnahme machte er mit dem London Philharmonic Orchestra bei His Master’s Voice (später RCA Records). Mit dem Exilorchester Philharmonia Hungarica legte er von 1969 bis 1972 die weltweit zweite Gesamtaufnahme der 107 Sinfonien Joseph Haydns vor. Außerdem spielte er acht Opern des Komponisten ein. Die weltweit erste Aufnahme von Tschaikowskis drei Balletten (Schwanensee, Dornröschen und Der Nussknacker) erfolgte 1954/55 mit dem Minneapolis Symphony Orchestra bei Mercury Records. Weitere Veröffentlichungen einzelner Ballette erfolgten mit dem Concertgebouw-Orchester (Philips Classics Records) und dem London Symphony Orchestra (Mercury Records). Mit dem New Philharmonia Orchestra spielte er die vier Orchestersuiten Tschaikowskis ein. Als erster Dirigent überhaupt legte er 1954/58 mit dem Minneapolis Symphony Orchestra seine Ouvertüre „1812“ bei Gold Records vor. Alle Tschaikowski-Sinfonien erschienen mit dem London Symphony Orchestra. Weiterhin sind die Mercury-Tonträger zu Bartóks Orchesterwerken zu nennen. So spielte er in Kooperation mit u. a. Yehudi Menuhin Bartóks zweites Violinkonzert ein. Ebenso verewigte er mit dem Minneapolis Symphony Orchestra Léo Delibes’ Coppélia sowie Richard Wagners Der fliegende Holländer. Andere Weltersteinspielungen sind: Jean Sibelius’ Luonnotar (1969; mit Gwyneth Jones) und Max Bruchs Konzert für 2 Klaviere und Orchester (1973; wiederentdeckt 1971). Digitale Aufzeichnungen verwirklichte er mit dem Detroit Symphony Orchestra, dem Concertgebouw-Orchester und dem Royal Philharmonic Orchestra bei Decca Records.

## Auszeichnungen und Würdigungen
Höchstwahrscheinlich zum 60. Geburtstag des Musikers schuf der Berliner Bildhauer Erich Fritz Reuter eine Bronzebüste Dorátis.
Er war Ehrendirigent des Royal Philharmonic Orchestra, des Detroit Symphony Orchestra und der Stockholmer Philharmonie sowie Ehrenpräsident der Philharmonia Hungarica und Ehrenmitglied der Royal Academy of Music. Doráti war Mitglied der Königlichen Schwedischen Akademie der Wissenschaften und Inhaber mehrerer Ehrendoktorwürden. Außerdem wurde er mit dem Wasaorden (Kommandeur), dem österreichischen Ehrenkreuz für Wissenschaft und Kunst I. Klasse und dem Chevalier des Arts et des Lettres geehrt. 1983 erhob ihn Königin Elisabeth II. zum Knight Commander des britischen Ritterordens Order of the British Empire (KBE). Wiederholt wurde er für Schallplattenaufnahmen mit dem Grand Prix du Disque ausgezeichnet.
Das Budapest Symphony Orchestra MÁV richtet seit 2015 die Antal Doráti International Conducting Competition aus.
2004 wurde in Bournemouth die Antal Doráti Centenary Society gegründet.

## Werke

### Kammermusik
- Nocturne and Capriccio für Oboe, 2 Violinen, Viola und Violoncello (1926)
- Threnos für Streichquartett (1959, rev. 1977), "in memory of Ödon Pártos"
- String Octet für 4 Violinen, 2 Violen und 2 Violoncelli (1964)
- Variazioni sopra un Tema di Béla Bartók für Klavier (1974)
- Die Stimmen – Klavierzyklus für Bass und Klavier (1975, 1978 Fassung für Bass und Orchester), Text: Rainer Maria Rilke
- In The Beginning – Five Meditations on Texts from the Bhagavad Ghita für Bassbariton, Oboe, Violoncello und Percussion (1979)
- Sonata per Assisi – Fünf Stücke für 2 Flöten (1980)
- Cinq Pièces für Oboe solo (1980)
- String Quartet (1980)
- Duo Concertante für Oboe und Klavier (1984)
- Autumn – Sechs Epigramme für Bariton und Kammerensemble (19 Spieler) nach alten chinesischen Texten (1986)
- Adagio für Viola und Klavier (1987)
- Hexaphoneia – Sechs Sätze für Bariton, 2 Violinen, Viola und 2 Violoncelli (1988), nach Hans Erni

### Orchesterwerke
- American Serenade für Streichorchester (frühe 1940er Jahre)
- Symphony No. 1 (1956–57)
- The Two Enchantments of Li Tai Pe für Bariton und kleines Orchester (1957)
- 7 Pictures (Sette Pezzi) für Orchester (aus "Magdalena") (1963)
- Variations on a Theme of Kodály für Orchester (1962), in Kollaboration mit Tibor Serly, Ödön Pártos, Géza Frid, and Sándor Veress
- Largo Concertato für Streichorchester (1966)
- Chamber Music – Liederzyklus für Sopran und 25 Instrumente (1967), Text: James Joyce
- Night Music für Flöte und kleines Orchester (1969)
- Concerto for Piano and Orchestra (1975)
- Divertimento für Oboe und Orchester (1976, Solopart rev. 1985–86)
- Concerto for Cello and Orchestra (1977)
- Trittico für Oboe, Oboe d’amore und Englischhorn mit Streichorchester (1984–85, 1984 Fassung für Oboe, Oboe d’amore, Englischhorn und Klavier, 1986 Fassung mit Begleitung von 12 Streichern), Auftragswerk von Heinz Holliger
- Symphony No. 2 "Querela Pacis" (1985), Auftragswerk des Detroit Symphony Orchestra

### Chorwerke
- The Way – Kantate für Sprecher, Alt, Bassbariton, Chor und Orchester nach Paul Claudels "Le Chemin de la Croix" (1955–56)
- Missa Brevis für gemischten Chor a cappella (SSAATB, vorzugsweise Knabenchor anstelle S/A-Stimmen) und Percussion (1959)
- Madrigal Suite für gemischten Chor (SATB) und kleines Orchester (1965)
- Öt Kánon – Fünf Kanons für gemischten Chor a cappella (1970)
- Three Studies für gemischten Chor a cappella (1976)
- Of God, Man, and Machine – Drei Chöre für gemischten Chor (SATB) a cappella (1978)
- Négy noï Kar – Vier ungarische Chöre für Frauenstimmen (SMA) (1982), "To Maria Katanics and her choir"
- Imádság (Prayer) für gemischten Chor (SATB) a cappella (1984), Text: Dezső Keresztury
- Jesus or Barabbas? – Melodram für Sprecher, gemischten Chor und Orchester (1987), Text: Antal Doráti, nach einer Parabel von Frigyes Karinthy
- Pater Noster für gemischten Chor (SATB) a cappella (1988)

### Opern
- Der Künder, auf Englisch: The Chosen, in 3 Akten (1984), entstanden aus Martin Bubers Elija. Ein Mysterienspiel, 2022 als szenische Inszenierung bei ORFEO International Music veröffentlicht

### Transkriptionen/Orchestrationen
- Graduation Ball – Ballett in einem Akt mit Musik von Johann Strauß (S) (1939)
- Bartók: Three Rondos on Folk Tunes, Fassung für Streichorchester (1967)
- Bartók: Suite op. 14, Bearbeitung für kleines Orchester (1967)
- Allan Pettersson: 8 Barefoot Songs, Bearbeitung für Bariton und Orchester (1968–69)
- Mozart: Rondo (Andante) für eine kleine Orgel, Bearbeitung für 2 Flöten und 2 Klarinetten
- Mozart: Adagio für Harmonika, Bearbeitung für 2 Flöten, 2 Oboen, Fagott und Horn in F
- Haydn: Die Zehn Gebote der Kunst – 10 Kanons für gemischten Chor, Bearbeitung zur Konzertaufführung mit Orchesterbegleitung ad libitum (1982)

## Schriften
- Notes of Seven Decades. Hodder & Stoughton, London 1979, ISBN 0-340-15922-7 (Autobiographie).
- For Inner and Outer Peace. London 1987.